# 9276 Timgrove
A 9276 Timgrove (ideiglenes jelöléssel (9276) 1980 RB8) a Naprendszer kisbolygóövében található aszteroida. Schelte J. Bus fedezte fel 1980. szeptember 13-án.